# Blohm & Voss Bv P.215

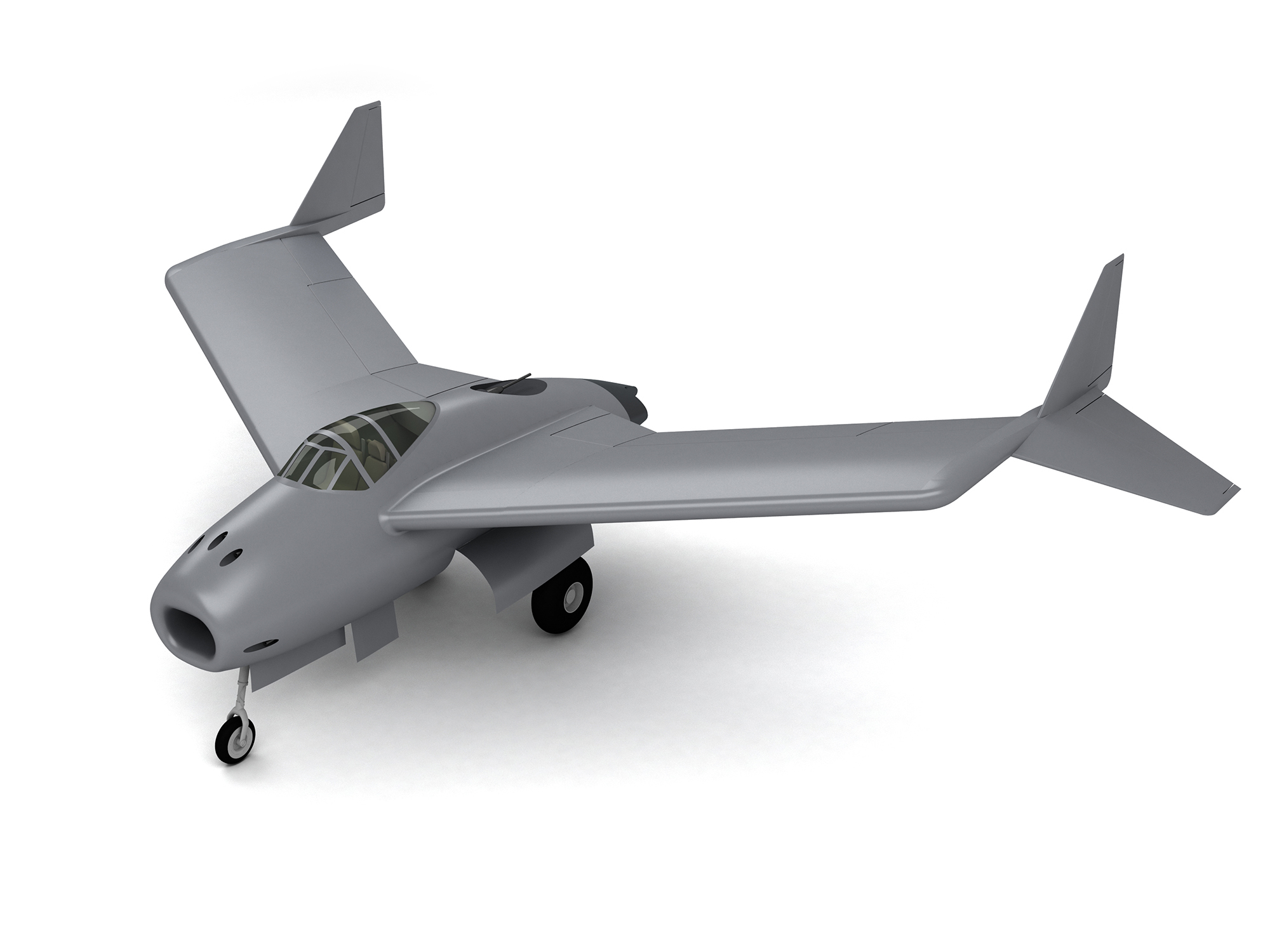
Blohm & Voss P 215

De BV P.215 was een project voor een nachtjager dat werd ontworpen door de Duitse vliegtuigbouwer Blohm und Voss.

## Ontwikkeling
Het project werd opgestart naar een specificatie uit januari 1944. In deze specificatie werden een aantal eisen gesteld waaraan het ontwerp moest voldoen. Er moest een maximumsnelheid van 900 km/uur kunnen worden gehaald, het toestel moest beschikken over een vliegduur van 4 uur, de bewapening moest bestaan uit vier kanonnen en er moest intern een radarsysteem (FuG 240 of 244) worden ingebouwd.
Het project stond onder leiding van Dr. Vogt en hij gebruikte de Bv P.212 als uitgangspunt. De romp werd korter uitgevoerd en de luchtinlaat bevond zich in de rompneus. De twee Heinkel He S 011-straalmotoren waren in het achterste deel van de romp geplaatst.
De vleugels waren voorzien van een pijlstand van 35 graden en hadden een V-vorm van 6 graden. De buitenvleugels waren aan korte staartbomen geplaatst en wezen onder een hoek van 23 graden naar beneden. Aan de vleugeltippen waren kleine richtingsroeren geplaatst. De brandstof werd hoofdzakelijk in de vleugels vervoerd en de capaciteit bedroeg 7.800 lt. Er was een systeem aangebracht dat de brandstof voorverwarmde. Dit gebeurde door de brandstof door een leiding te pompen die rond de motor was aangebracht.
De rompneus en de staartvlakken waren van hout vervaardigd. Men maakte gebruik van het neuswiel van de Heinkel He 219 en dit werd achterwaarts in de rompneus opgetrokken. Het hoofdlandingsgestel werd voorwaarts in de rompzijkant opgetrokken.
De bemanning bestond uit drie man en zij waren allen voorzien van een schietstoel. De cockpit was als drukcabine uitgevoerd.
Er kon een groot aantal verschillende combinaties van bewapening worden ingebouwd. De defensieve bewapening bestond uit een op afstand bediende FHL 151-koepel met een of twee 20mm-MG151/20-kanonnen. Er konden ook twee 30mm-MK108-kanonnen in de romp worden aangebracht, die schuin omhoog vuurden. Er kon een bommenlading van twee SC250's van 250 kg of een SC 500 van 500 kg onder de romp worden vervoerd. In de romp was speciale elektronische apparatuur geplaatst. Deze kon bestaan uit FuG 244, FuG 25a, FuG 280, FuG 350, FuG 218R, FuG 24SE, FuG BI 3E, FuG 101a Peil G6 en FuG 29.
Op 27 februari 1945 werd de specificatie aangepast en de nieuwe eisen zorgden ervoor dat geen van de reeds opgestarte projecten hier nog aan kon voldoen. Men was tijdens de ontwikkeling van het ontwerp tot de ontdekking gekomen dat het ontwerp over goede prestaties en vliegeigenschappen zou kunnen beschikken. Men besloot om de ontwikkeling voort te zetten. Het einde van de oorlog maakte ook een einde aan dit project.

##### Technische specificaties
- Spanwijdte: 18,80 m.
- Lengte: 11,60 m.
- Hoogte: 5 m.
- Vleugeloppervlak: 63 m².